# トレイラー・ハワード
トレイラー・ハワード（Traylor Howard, 1966年6月14日 - ）は、アメリカ合衆国出身の女優である。

## 出演作品

### テレビ
- 名探偵モンク（ナタリー・ティーガー）
- ザ・ホワイトハウス（リサ・シェルボーン）
- ふたりの男とひとりの女 ※原題:Two Guys and a Girl（シャロン）

### 映画
- マスク2（トーニャ・アヴリー）
- ダーティ・ワーク